# Skelsmergh Tarn
Der Skelsmergh Tarn ist ein See in Cumbria, England. Der See liegt östlich von Burneside. Der See hat einen unbenannten Zufluss aus südlicher Richtung, aber keinen erkennbaren Abfluss.
Der See ist ein Site of Special Scientific Interest. Der Skelsmergh Tarn ist ein See im Mergel, was sehr selten für Großbritannien ist und ungewöhnlich in Cumbria. Die Vegetation des Sees ist typisch für eher sauere Böden.